# San Terenziano (Gualdo Cattaneo)
San Terenziano è una frazione del comune di Gualdo Cattaneo (PG).
Il paese si trova a 515 m s.l.m., a 16 km dal capoluogo, lungo la strada provinciale Gualdo Cattaneo-Todi. Il paese è abitato da 1.002 residenti, secondo i dati Istat del censimento 2001.

## Storia
Le origini del borgo risalgono all'età romana (I secolo), quando veniva identificato con il termine di locus petrosus ("luogo pietroso") per via dell'abbondanza di cave di travertino e pietra calcarea.
Durante l'Impero di Adriano vi furono traslate le spoglie di Terenziano, martire e primo vescovo di Todi, fatto uccidere insieme a Flacco per volere dell'imperatore: da quel momento, l'altopiano Petroso prese il nome di S. Terenziano.
Durante il Medioevo, il borgo fortificato appartenne a Todi e ne seguì tutte le vicissitudini: è ancora visibile lo stemma degli Atti, i signori locali.
Nel 1354 subì l'attacco della "Grande Compagnia" di ventura del provenzale fra' Moriale d'Albarno, proveniente da Trevi e Montefalco e diretto alla volta di Todi.
Durante il Rinascimento divenne anche residenza della famiglia Cesi di Acquasparta, che edificarono diversi palazzi signorili nei borghi della zona di Todi. Il centro storico conserva un bell'esempio in cui dimorò il Duca Cesi.
Dopo il primo periodo di appartenenza all'influenza tuderte, a partire dal 1815 passò dapprima sotto la giurisdizione di Collazzone, e poi dal 1829 fu un comune a sé stante; infine, dall'Unità d'Italia (1861) entrò a far parte del Comune di Gualdo Cattaneo.

## Economia e manifestazioni
L'economia è basata in buona parte sull'agricoltura e fino al secondo dopoguerra sull'estrazione di travertino nella vicina cava; la produzione vitivinicola raggiunge punte d'eccellenza con i vitigni del montefalco rosso e del sagrantino.

## Monumenti e luoghi d'arte
- Il  Castello del Pilota del (XIV secolo), costruito in pietra locale con uno schema a pianta quadrata. La porta d'ingresso reca ancora lo stemma tuderte dell'Aquila, ed è affiancata da una grande torre quadrata. Attualmente sede di un hotel, è sito in Via Sabola.
- Castello di Speltara, nelle vicinanze.

- Chiesa di S. Terenziano e Flacco (XI secolo), con una parte inferiore romanica che ospita il sarcofago che conteneva il santo, e una parte superiore costruita nel XIII secolo. L'altare della chiesa superiore ora alloggia un reliquiario con le ceneri del santo (dopo le operazioni avvenute nel 1715).
- Chiesa di S. Apollinare (XIV secolo).
- Chiesa della Madonna delle Grazie (XV secolo).

## Sport

### Impianti sportivi
- Maneggio di cavalli
- Aviosuperficie di S. Terenziano (volo con ultraleggeri)
- Centro Sportivo Polivalente di S. Terenziano (calcetto, tennis, pattinaggio)
- Campo da calcio con campo da Basket

### Associazioni sportive
- A.C. Grutti S.Terenziano (calcio)
- Real Master (calcio a 5)